# Storia dell'illuminazione pubblica a Torino

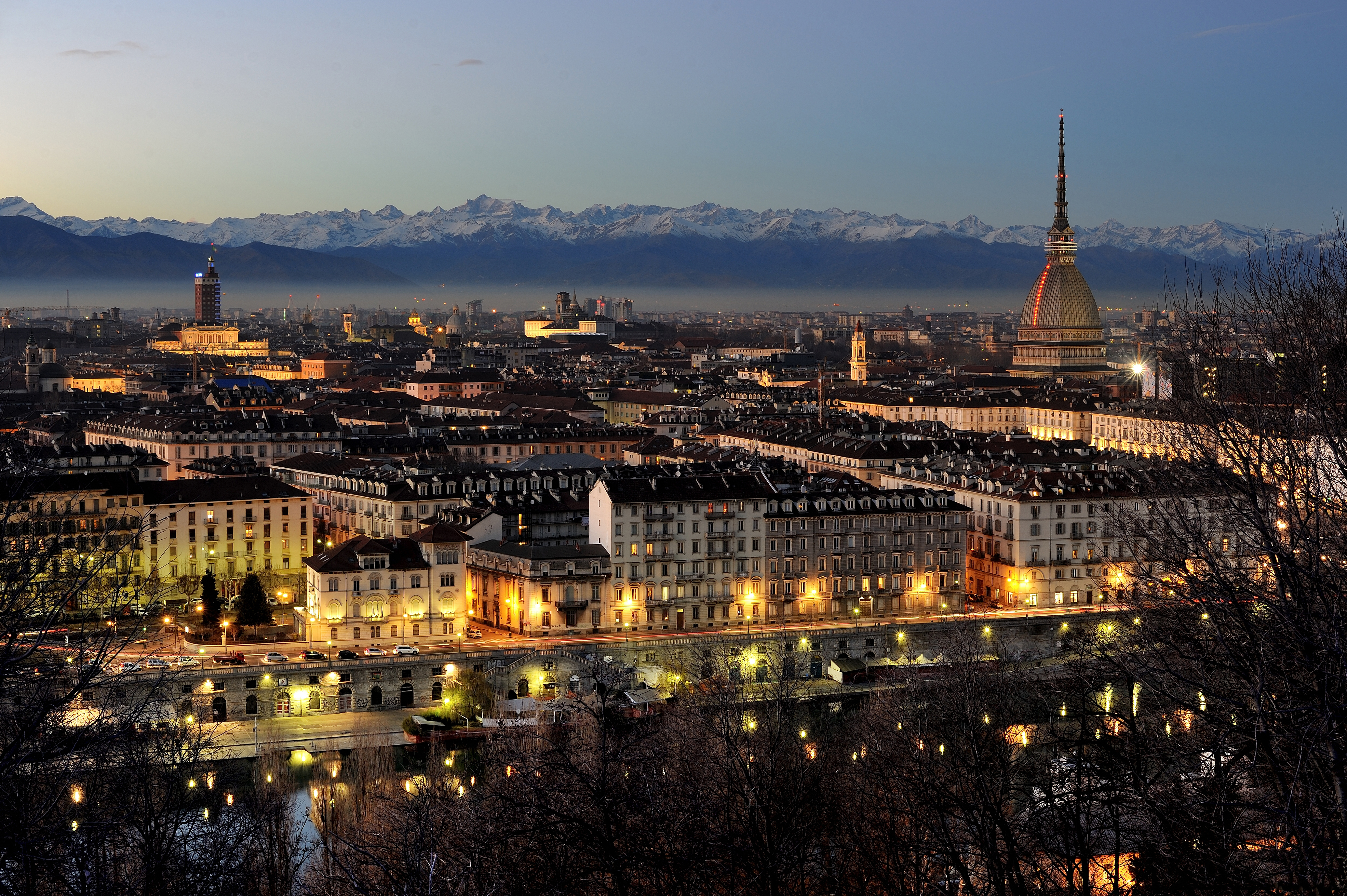
Panoramica notturna di Torino dal Monte dei Cappuccini, 2013

La storia dell'illuminazione pubblica a Torino, considerata fin dagli anni 1950 come la Ville Lumière italiana, si può fare risalire al XVII secolo.

## Storia

### Secoli XVII e XVIII
La storia dell'illuminazione pubblica a Torino si può fare risalire al 1675, quando Madama Reale Giovanna Battista ordinò che «si dovessero tenere lanterne sopra li cantoni accese di notte a effetto che si potesse camminare per la città». Prima di quella data, infatti, i torinesi che uscivano di casa dopo il tramonto dovevano provvedere a illuminarsi personalmente la via con torce, candele o lampade a olio. Nel 1582 Carlo Emanuele I aveva proibito di «andare la notte dopo il suono della ritirata per la presente città di Turino ‘senza lume’…sotto pena di cento scudi...» Il divieto fu rinnovato, rincarando le pene, da Madama Reale Cristina nel 1638.
L'illuminazione pubblica che ebbe inizio nel 1675 era certamente basata su un sistema piuttosto primitivo consistente su gabbie di tela incerata, entro cui – su un piattello di latta – bruciava olio o sego.
Una radicale trasformazione fu messa in atto sotto Vittorio Amedeo III: nel 1782 l'architetto Francesco Valeriano Dellala di Beinasco progettò un tipo di illuminazione che poteva competere con i sistemi di illuminazione allora in vigore a Parigi, Londra, Napoli, Madrid e Vienna: 625 lanterne, di cui 212 a 4 fiamme, 63 a 3 fiamme e 350 a 2 fiamme, parte a olio, parte a sego. L'anno successivo il capitano Giuseppe Ruffino fece applicare alle lampade un lucignolo di sua invenzione «il quale produce un risplendente lume senza formare né fumo, né odore, né ventilazione, né carbone per lo spazio d'ore diciotto c.a». Nel 1785 il marchese Malaspina, visitando la città, fu colpito dalla sua illuminazione, definendola «la più splendida, la più bella che si possa mai vedere... e risplendente al sommo».
Il concorso bandito il 28 luglio 1789 dalla Reale Accademia delle Scienze perché si trovassero i mezzi più adatti a illuminare di notte le vie di Torino non ebbe gli esiti sperati, a causa delle preoccupazioni sorte per lo scoppio della Rivoluzione francese.

### Secolo XIX
Il 1º febbraio 1822 il gas fece la sua prima apparizione a Torino, in piazza San Carlo, nel caffè del sig. Gianotti, ma dovettero passare quasi vent'anni prima che il gas fosse impiegato nell'illuminazione delle strade cittadine. Nel 1837 Carlo Alberto aveva autorizzato François Reymondon, architetto di Grenoble, e Hippolyte Gautier, ingegnere di Lione a costruire il gasometro di Porta Nuova e due anni dopo un nuovo tipo di illuminazione a gas entrò in funzione con 100 fiamme che divennero 1 600 nel 1840. Il 1º ottobre 1846, fra l'entusiasmo dei cittadini, furono illuminate le contrade Doragrossa e Nuova e, poco dopo, anche le vie Po e Santa Teresa, piazza Castello, piazza San Carlo e piazza Vittorio. L'importazione del petrolio americano, iniziata nel 1870, permise l'installazione dei primi fanali a petrolio che salirono a 294 nel 1884, anno dell'Esposizione Internazionale.
Intanto avevano inizio le prime prove per l'impiego dell'energia elettrica come impianto di illuminazione. Con una serie di esperimenti condotti tra il 1808 e 1813 Humphry Davy era riuscito a formare l'arco voltaico, Henri Adolphe Archereau nel 1848 usò la prima lampada ad arco, ma soltanto nel 1880, per opera di Thomas Edison, si ebbero le prime lampade commerciali a filamento incandescente. Altre lampade notevoli furono quelle di Joseph Swan e successivamente di Alessandro Cruto che inventò un filamento di grafite adatto per le lampade elettriche a incandescenza e che nel 1885 fondò ad Alpignano la prima fabbrica di lampadine elettriche.
La creazione della lampadina elettrica fece fare un passo avanti nella storia dell'illuminazione, rendendola indipendente dalla produzione del fuoco, prima indispensabile per accendere gli illuminanti.
Nel maggio 1884 fu inaugurato il primo impianto di illuminazione elettrica a Torino in piazza Carlo Felice con 12 lampade ad arco Siemens da 800 candele; nello stesso anno le Ferrovie illuminarono elettricamente la stazione di Porta Nuova e l'ingegnere torinese Enrico progettò l'illuminazione del Teatro Regio.
Due anni dopo furono illuminate via Po, via Roma, piazza San Carlo e piazza Vittorio Emanuele. L'impianto comprendeva 29 lampade ad arco da 800 candele e 120 lampade a incandescenza da 50 candele.
Nel 1891 la Società Piemontese di Elettricità assunse il servizio di illuminazione pubblica delle strade principali con circa 300 lampade ad arco.

### Secolo XX
Nel 1911, durante l'Esposizione Internazionale per il 50º anniversario dell'unità d'Italia, fu sperimentato un impianto di illuminazione con lampade in serie per i corsi Cairoli e Massimo D'Azeglio. Nel 1917 il Comune subentrò alla Società Piemontese di Elettricità nella gestione degli impianti: nello stesso anno fu approvata la totale soppressione della illuminazione a gas e l'introduzione di un impianto provvisorio di 1 800 lampade elettriche a incandescenza.
Nel 1919 l'ingegnere Guido Peri ebbe l'incarico di studiare un progetto generale per il rinnovamento della pubblica illuminazione della città; nonostante le difficoltà che si dovettero affrontare nel periodo del primo dopoguerra, nel 1924 l'impianto fu portato a termine e Torino poteva finalmente vantare il servizio di illuminazione pubblica più moderno e ricco di tutte le città italiane. Nel 1928 fu applicato per la prima volta il comando centrale di accensione e spegnimento delle lampade.
Dagli anni 1930 agli anni 1950 Torino diventò una delle città europee all'avanguardia nella illuminazione pubblica. In particolare dal 1931 al 1937 fu realizzato il nuovo impianto di illuminazione di via Roma con due tipi di lampioni: il Settecento grande tra piazza San Carlo e piazza Castello e le lanterne tronco-piramidali Novecento nel tratto razionalista. Dopo il 1945 i tecnici comunali furono impegnati nell'opera di ricostruzione, con impianti realizzati sulla falsariga di quelli precedenti.
Contemporaneamente, però, l'evoluzione tecnologica portava sul mercato nuove sorgenti di luce: lampade a vapori di sodio (luce arancione), lampade a ioduri metallici, i vapori di mercurio a tubo fluorescente e a bulbo fluorescente e altre ancora. Negli anni 1950 l'espansione urbanistica della città fu seguita da quella degli impianti di illuminazione. È proprio in questo periodo che operavano l'ingegnere Michele Marchetti prima e l'ingegnere Guido Chiarelli poi, illuminando sempre meglio le zone centrali, ma estendendo gli impianti anche alle periferie.
I preparativi per le celebrazioni del centenario dell'Unità d'Italia diedero un grande impulso al miglioramento della illuminazione pubblica sia nell'area espositiva, sia nel resto della città e per l'occasione numerosi e innovativi impianti furono installati. Torino cominciò così a essere definita nuova Ville lumière e, proprio a partire dagli anni 1960, l'illuminazione pubblica rivelò per la prima volta un risvolto artistico, come dimostrarono i giochi di luce delle fontane e i suggestivi scorci del parco del Valentino.
Negli anni 1970 si proseguì il potenziamento dell'illuminazione delle grandi vie di comunicazione e nel 1973 l'AEM formulò un piano per la ristrutturazione dell'illuminazione urbana, in collaborazione con i tecnici del Servizio Tecnologico Municipale. Il piano prevedeva la suddivisione delle strade in quattro categorie: alle aree più significative e alle zone commerciali erano destinate le lampade a vapore di mercurio (luce bianca), mentre per le altre categorie erano previste lampade a vapore di sodio ad alta pressione (luce gialla).
Nel 1986 all'AEM è stato affidato l'intero servizio di illuminazione pubblica.

### Secolo XXI
Il Piano Regolatore dell'Illuminazione Comunale e dell'Illuminazione Decorativa fu progettato nel 1999 dall'AEM, dall'Istituto elettrotecnico nazionale Galileo Ferraris e dal Settore arredo e immagine urbana della città. Nato dall'esigenza di ridisegnare e modellare la città di notte, le linee guida del Piano sono servite per rinnovare gli impianti di illuminazione in occasione dei XX Giochi olimpici invernali del 2006.
Se da un lato sono stati potenziati gli assi viari a scorrimento veloce, che collegavano la città agli impianti olimpici delle gare – illuminazione funzionale –, d'altra parte una nuova luce è stata progettata per le piazze e le vie del centro storico, i monumenti, i palazzi, le chiese e i portici cittadini – illuminazione decorativa.
Dal 2010 il servizio di illuminazione pubblica di Torino è gestito da Iren: il parco impianti è costituito da 94 000 punti luce, il flusso luminoso complessivo è di 1 530 milioni di lumen. La rete elettrica che alimenta i centri luminosi si estende per 2 800 km, la potenza elettrica complessiva è di 18 900 kW.